# Макклъски (Северна Дакота)
Вижте пояснителната страница за други значения на Макклъски.
Макклъски (на английски: McClusky) е град в Съединени американски щати, щат Северна Дакота. Административен център на окръг Шеридан. Населението на града през 2010 година е 380 души.